# سمطا قبلی
سمطا قبلی (به عربی: السمطا قبلي)، روستایی از توابع دشنا در استان قنا و کشور مصر است.

## جمعیت
براساس سرشماری سال ۲۰۰۶ مصر، جمعیت آن ۱۴۳۳۶ نفر(۷۳۱۸ مرد و ۷۰۱۸ زن) بوده‌است.